# 特羅斯季亞涅齊 (佐洛喬夫區)
49°48′18″N 25°2′12″E / 49.80500°N 25.03667°E
特羅斯季亞涅齊（烏克蘭語：Тростянець），是烏克蘭西部的村莊，隸屬利維夫州的佐洛奇夫區。該村面積2.13平方公里，海拔高度337米，2025年人口370，人口密度每平方公里189.94人。